# Rue du Cheval-Blanc (Nantes)
Pour les articles homonymes, voir Rue du Cheval-Blanc.
La rue du Cheval-Blanc est une voie de Nantes, en France.

## Situation et accès
Située dans le centre-ville de Nantes, la  rue du Cheval-Blanc, qui relie la rue Saint-Léonard à la rue Armand-Brossard, au niveau de la place des Petits-Murs, est pavée et ouverte à la circulation automobile. Elle ne rencontre aucune autre rue.

## Origine du nom
Le nom de la voie vient de la présence au XVIIIe siècle d'un « hôtel du Cheval-Blanc ».

## Historique
Cette rue a été appelée « rue Bellabre », « rue des Murailles », « rue des Petits-Murs » et « rue Beaurepaire » avant de prend le nom de « rue du Cheval-Blanc ». 
À l'angle de la rue des Carmes et de la rue du Cheval-Blanc, le collège Saint-Jean, deuxième plus ancien établissement de la ville de ce type après le collège de Melleray, est fondé au début du XVe siècle, et sert d'école gratuite de grammaire après 1471. Les bâtiments, qui ont une entrée rue du Cheval-Blanc, sont restaurés et agrandis en 1610. L'établissement fut en concurrence avec le collège de Saint-Clément, qui fut préféré par l'Université et le parlement de Bretagne, qui émit le 14 février 1655 un avis défavorable à l'extension du programme d'étude du collège Saint-Jean, qui fut fermé et vendu par la ville. L'argent ainsi gagné servit à reconstruire le collège Saint-Clément.

## Bâtiments remarquables et lieux de mémoire
L'école Molière, construite en 1953, est l'œuvre de l'architecte Jean Merlet.